# 甲硅烷基膦
甲硅烷基膦是一种无机化合物，化学式为H3SiPH2，它在−135 °C时为液体，在液氮中为固体。它可由四膦基铝酸锂（LiAl(PH2)4）和溴甲硅烷反应制得。它和甲硅烷无声放电，可以得到(SiH3)2PH。它和液氨反应，生成(SiH3)2NH、(SiH3)3N和PH3。